# Гринько Олександр Боніфатійович

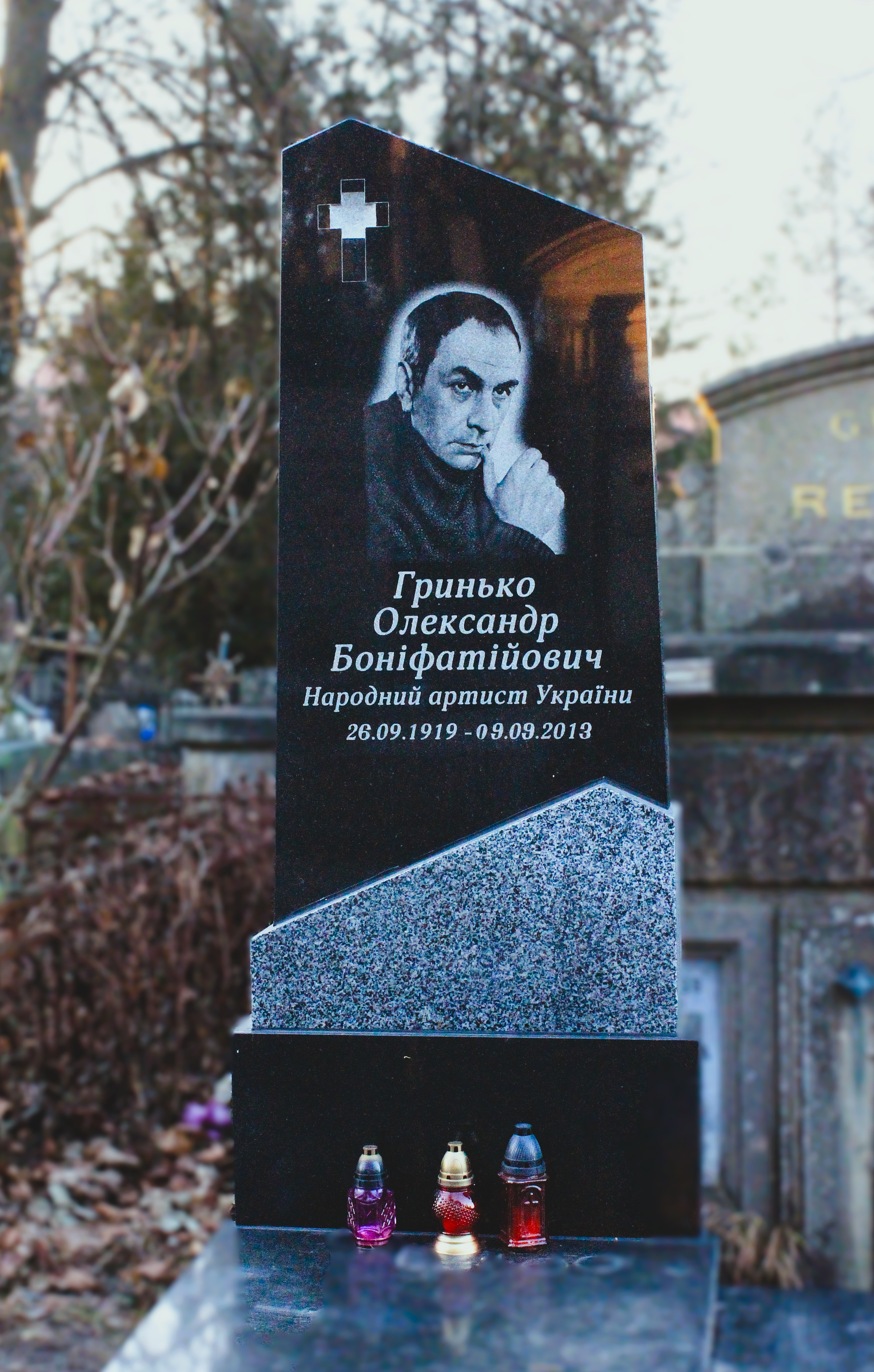
Нагробок на могилі Народного артиста України Олександра Гринька.

Олекса́ндр Боніфатійович Гринько́ (нар. 26 вересня 1919, Грибова. тепер Тернопільська область — пом. 9 вересня 2013, Львів) — український актор, співак (бас), діяч культури, публіцист. Народний артист України (1990). Орден князя Ярослава Мудрого 5-го ступеня (1999), орден князя Ярослава Мудрого 4-го ступеня (2009.

## Життєпис
У 1938 закінчив гімназію у Тернополі. Від 1938 — студент юридичного факультету університету в м. Вільно (нині Вільнюс, Литва). На початку 2 Світової війни був заарештований польською поліцією, звільнений Червоною Армією. Депутат Народних зборів Західної України (26-28 жовтня 1939) від Лановецького виборчого округу (містечко, нині місто Ланівці, с. Грибова, с. Юськівці).
Від 1939 навчався на медичному факультеті Львівського університету, співав у хоровій капелі «Трембіта» під орудою Дмитра Котка, з 1940 працював у ансамблі пісні і танцю Російської армії імені О. В. Александрова в Москві.
24 червня 1941 Гринька заарештували органи НКВС; засуджено на 10 р. позбавлення волі (Саратовська область, Комі АРСР), потім 5 років заслання (Красноярський край). З 1949 працював у табірному театрі. Звільнений 1955, реабілітований 1965.
З 1956 року незмінний актор Львівського театру імені М.Заньковецької. 1963 року закінчив Київський державний інститут театрального мистецтва імені Івана Карпенка-Карого. Знімався у кіно. Народний артист УРСР (1990).
Помер 9 вересня 2013 у Львові. Похований на 78 полі Личаківського цвинтаря.

## Доробок

### Ролі в театрі
Зіграв понад 150 ролей на сцені:
- Командор («Камінний господар» Лесі Українки)
- Мартіян («Адвокат Мартіян» Лесі Українки)
- Карпо («Суєта» Івана Карпенка-Карого)
- Гірей («Маруся Богуславка» М. Старицького)
- Святослав («Сон князя Святослава» І. Франка)
- Залізняк («Гайдамаки» за Т. Шевченком)
- Клавдій, Лір («Гамлет», «Король Лір» В. Шекспіра)
- Білинський («Сестри Річинські» Ірини Вільде)
- Ярослав («Фауст і смерть» О. Левади)
- Кривоніс («Богдан Хмельницький» О. Корнійчука)
- Платон («Дикий ангел» О. Коломійця)
- Стасов («Марія Заньковецька» І. Рябокляча)
- Капелан («Дами і гусари» А. Фредра)
- Кирило («Князь Данило Галицький» В. Босовича)
- Никодим («Ісус, Син Бога Живого» В. Босовича)
- Дорн («Чайка» А. Чехова)
- Фірс («Вишневий сад» А. Чехова)
- Бризгалов («Кафедра» В. Врублевської)
- Тухачевський («Коли мертві оживають» І. Рачади)
- Старий («Маргаритка» А. Салакру)

### Фільмографія
| Рік       |    | Українська назва                   | Оригінальна назва   | Роль                                                      |
| --------- | -- | ---------------------------------- | ------------------- | --------------------------------------------------------- |
| 1993      | с  | Пастка                             |                     | президент суду                                            |
| 1993      | с  | Злочин з багатьма невідомими       |                     | Прокурор Гіртлер                                          |
| 1992—1996 | с  | Час збирати каміння                |                     | суддя Бжезінський                                         |
| 1983      | тф | Останній доказ королів             |                     | генерал Гардесті, очільник штабу військово-повітряних сил |
| 1983      | ф  | Провал операції «Велика ведмедиця» |                     | Левко Завада, редактор емігрантської газети в Мюнхені     |
| 1976      | ф  | Дума про Ковпака                   |                     | Шерберг                                                   |
| 1973      | ф  | До останньої хвилини               | До последней минуты | священик                                                  |
| 1971      | ф  | Осяяння                            |                     | Дружинін                                                  |
| 1971      | ф  | Камінний господар                  |                     | Командор, головна роль                                    |

### Літературна діяльність
Автор автобіографічної повісті «Білі ночі, чорні дні» (Львів, 1997), статей на театральні теми в періодиці. Мемуарно-публіцистичного видання «Повернувся я з Сибіру» (2010 р. «Джерело»)

## Нагороди
- 1999 — Орден князя Ярослава Мудрого V ступеня
- 2009 — Орден князя Ярослава Мудрого IV ступеня